# Полосатая зубатка
Полосатая зубатка, или обыкновенная полосатая зубатка, или морской волк (лат. Anarhichas lupus) — морская рыба семейства зубатковых (Anarhichadidae) отряда скорпенообразных.

## Описание
Максимальная длина тела 150 см, масса — до 23,6 кг.
Тело удлинённое, сужается к хвостовому стеблю, покрыто мелкой циклоидной чешуёй. Голова большая, массивная, с закруглённым рылом.
Зубы расположены в несколько рядов на челюстях, нёбе и сошнике. Передние зубы на концах челюстей клыковидные. У полосатой зубатки сошниковый ряд зубов короче нёбных рядов.
Длинный спинной плавник с 69—77 мягкими неветвистыми лучами.
Анальный плавник с 42—48 мягкими лучами, короче спинного. Хвостовой плавник усечённый, не сливается со спинным и анальным плавниками. Грудные плавники большие с 18—20 лучами и закруглёнными краями. Брюшных плавников нет. Позвонков 72—78. Одна боковая линия, доходит до хвостового стебля.
Окраска тела коричневая, голубовато-серая или желтоватая. По бокам тела проходят 9—12 тёмных поперечных полос, которые заходят и на спинной плавник.

## Распространение
Распространены в северной части Атлантического океана и в Северном Ледовитом океане. Встречаются в Северном, Норвежском и Баренцевом морях; в водах, омывающих Гренландию, Шпицберген, Лабрадор, Ньюфаундленд, Новую Землю; обычны в западной части Балтийского моря, а также в Белом море. 

## Биология
Морские демерсальные рыбы, обитают на глубине от 20 до 435 м, обычно над каменистыми грунтами. Ведут одиночный образ жизни.
Питаются моллюсками, иглокожими, ракообразными и рыбой.
Впервые созревают в возрасте 5—6 лет, а 50% особей созревает при длине тела 50—60 см в возрасте 8—10 лет. Нерестятся в июле—феврале. По направлению с севера на юг нерестовый сезон смещается с летних на зимние месяцы. Икра крупная, диаметром 5—6 мм, откладывается среди камней в виде шарообразных кладок. Икринки склеены между собой частями оболочки. Плодовитость от 600 до 40 тыс. икринок. Инкубационный период 4—9 месяцев. Самец охраняет кладку.

## Хозяйственное значение
Ценная промысловая рыба. Основной промысел ведётся в Северном и Баренцевом морях. В 1990-е годы мировой вылов полосатой зубатки достигал 40 тыс. тонн. Больше всего ловят Россия и Исландия. Промысел ведётся тралами и ярусами. Мясо плотное, высокого качества.

## Галерея
- Череп полосатой зубатки